# 15386 Nicolini
15386 Nicolini è un asteroide della fascia principale. Scoperto nel 1997, presenta un'orbita caratterizzata da un semiasse maggiore pari a 2,3698872 UA e da un'eccentricità di 0,1338470, inclinata di 6,03806° rispetto all'eclittica.